# Труды этнографическо-статистической экспедиции в Западно-Русский Край
«Труды этнографическо-статистической экспедиции в Западно-Русский Край» (т. 1—7, Санкт-Петербург, 1872—1878) — наукова збірка етнографічних і фольклорних матеріалів з українських етнічних земель у Російській імперії (народна пісня, казка, загадка, звичай, вірування, народний календар).
Це наслідки праці експедицій, які відбулися у 1869—1870 роках за дорученням Російського географічного товариства під керівництвом Павла Чубинського (він також був і редактором «Трудов…»). Ця праця відзначена золотими медалями Російського географічного товариства (1873), Міжнародного географічного конгресу в Парижі (1875) та Уваровською премією Петербурзької Академії наук (1879).

## Опис
Труды этнографическо-статистической экспедиции в Западнорусский край. Югозападный отдел : Материалы и исследования = [Труды этнографическо-статистической экспедиціи въ Западно-русскій край, снаряженной Императорскимъ русскимъ географическимъ обществомъ. Югозападный отдѣлъ] : в 7 т. / собр. П. П. Чубинский ; Имп. рус. геогр. о-во. — СПб. : [Б. и.], 1872—1878.(рос. дореф.)(ст. укр.)
Том 1 «Трудів» присвячений народним віруванням, забобонам, прислів'ям, загадкам і заклинанням;
 том 2 — народним казкам та анекдотам;
 том 3 — народному календарю, пісням, пов'язаним з весняними обрядами, жнивним пісням та колядкам;
 том 4 — обрядам народження, хрещення, весілля та похорону;
 том 5 — народним пісням;
 том 6 — правовим звичаям;
 і том 7 — з різними народами, що жили в Україні.

## Томи

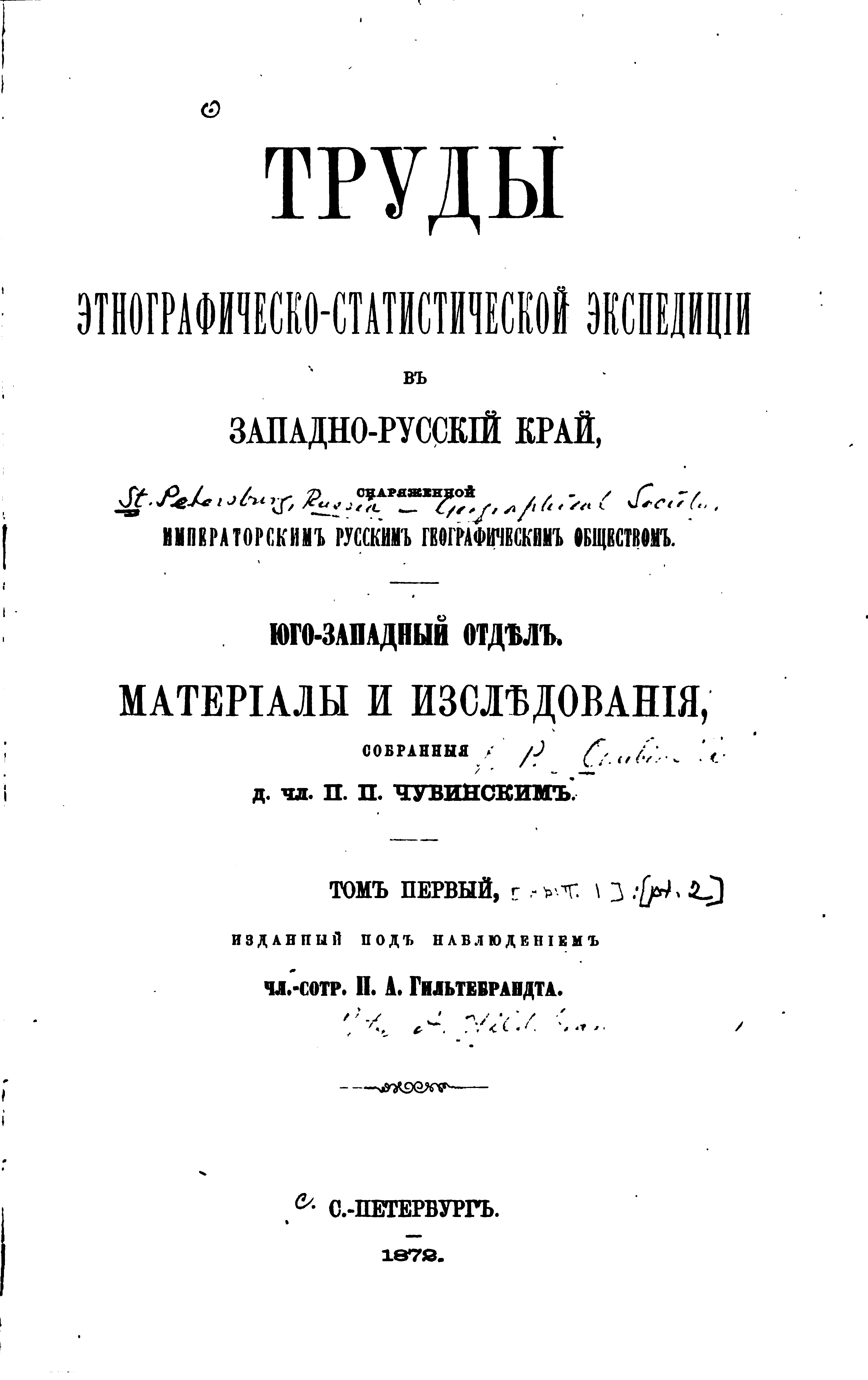
Титульний аркуш першого тому (вип. 1). 1872

1872 рік
- Том 1, випуск 1[3]: Верования и суеверия. Загадки и пословицы. Колдовство (с. 1—224)
- Том 3: Народный дневник (обычаи и обряды, приуроченные к временам года)
- Том 6: Народные юридические обычаи
- Том 7, випуск 1[3]: Евреи. Поляки. Племена немалорусского происхождения. Малоруссы (статистика, сельский быт, язык) (с. 1—342)

1874 рік
- Том 5: Песни любовные, семейные, бытовые и шуточные

1877 рік
- Том 1, випуск 2[3]: Пословицы, загадки, колдовство (с. 225—467)
- Том 4: Обряды: родины, крестины, свадьба, похороны
- Том 7, випуск 2[3]: Малоруссы юго-западного края (с. 343—608)

1878 рік
- Том 2: Малорусские сказки